# Hiperequi d'Alexandria
Hiperequi (en llatí Hyperechius, en grec Ὑπερέχιος) fou un escriptor i gramàtic grec d'Alexandria a Egipte que va viure en temps de l'emperador Marcià (450-457) i que va escriure alguns llibres sobre temes gramaticals que són esmentats a Suides:
- Τέχνη γραμματική
- Περὶ ὀνομάτων;
- Περὶ ῥήματος καὶ ὀρθογραφίας.

Fou desterrat per Lleó I el Traci, successor de Marcià.